# Vigna haumaniana
Vigna haumaniana är en ärtväxtart som beskrevs av Rudolf Wilczek. Vigna haumaniana ingår i släktet vignabönor, och familjen ärtväxter. Inga underarter finns listade i Catalogue of Life.